# Roca-rossa
|  | Per a altres significats, vegeu «canònica de Santa Maria de Roca-rossa». |

El Roca-rossa és una muntanya de 422 metres al municipi de Tordera, a la comarca del Maresme. Al cim hi ha un vèrtex geodèsic amb la referència 300111001 de l'Institut Cartogràfic de Catalunya. Al voltant d'aquest cim s'hi ha edificat la urbanització del mateix nom, amb una extensió aproximada de 107 hectàrees sobre sòl no urbanitzable fet que col·loca aquest poblament dispers en una situació de poca empara legal per a l'abastiment de serveis i infraestructures autoritzades per l'Ajuntament i altres administracions. La seva situació que en determinats casos envaïx els límits del Parc del Montnegre i el Corredor no facilita una solució única per a tots els propietaris.